# 一代歌后
《一代歌后》是1987年中國電視公司八點檔連續劇，共40集，播出期間為1987年3月30日至5月22日，製作人是靳蜀美，主演包括了潘迎紫、張晨光、姜厚任、慕思成等人。本劇改編自周璇的人生故事，潘迎紫飾演周璇，慕思成飾演周璇第一任丈夫嚴華，姜厚任飾演周璇第二任丈夫朱懷德（劇中名朱飛白），蔡敏擔任主題曲主唱與幕後配音。本劇是潘迎紫主演的「一代系列」的第三部作品（前兩部是《一代女皇》與《一代公主》），但收視率遠不如前兩部作品。